# Naâman
Pour les articles homonymes, voir Naaman (homonymie).
Pour le personnage biblique, voir Naaman.
Naâman, nom de scène de Martin Mussard, né le 25 février 1990 à Mont-Saint-Aignan et mort le 7 février 2025 à Villenave-d'Ornon, est un musicien de reggae français.
Auteur-compositeur, chanteur et musicien, Naâman s'exprime le plus souvent en anglais. Comme chanteur, ses influences se partagent entre reggae, raggamuffin, hip-hop et soul.

## Biographie

### Enfance et adolescence
Né en 1990 d'un père informaticien et d'une mère enseignante, tous deux passionnés de musique, Martin Mussard est le second d'une fratrie de quatre enfants. Il grandit à Offranville, près de Dieppe en Normandie.
Il est marqué par l'écoute de l'album Uprising de Bob Marley à l'âge de 12 ans. Il commence à organiser des soirées privées, le week-end, chez le père d'un ami, passant des vinyles avec son groupe d'amis « Natural B » et chantant à l'occasion.

### Carrière

#### 2010-2011: premières collaborations
En 2010, Naâman rencontre la formation musicale « Young Kah », groupe de cinq musiciens croisés par hasard sur un festival plutôt consacré à la chanson française et au jazz manouche.
Rapidement, les sessions finissent par se transformer en séances de répétition et live. Le nom du groupe deviendra « Naâman and the Deep Rockers Crew »,. La composition du groupe évolue avec le temps pour se stabiliser en 2018 avec Badman (guitare), Mato Cirade (basse), Omaley (batterie), Djoul (Claviers), Fatbabs (Dj/Machines). Le seul musicien issu du groupe d'origine « Young Kah », est le guitariste Badman. D'autres musiciens peuvent rejoindre la scène en fonction des concerts : Dimitri Artemenko (Violon), Cédric « Tribuman » Munsch (Trompette), Guillaume « Stepper » Brillard (Saxophone), Didier Bolay (Trombone).
En 2011, il rencontre Fatbabs (selecta, remixer & beatmaker), qui apporte une touche hip hop au flow de Naâman. Ils produisent un premier morceau, Rumours a Gwaan, et décident de travailler ensemble sur le projet de la mixtape Deep Rockers qu'ils compilent en 2012. Les clips sont tournés et montés par le photographe Faya Burn qui est présent depuis 2011.
Peter Lb devient leur manager et Fatbabs intègre le groupe « Naâman and the Deep Rockers Crew ».

#### 2012-2014:  premier album (Deep Rockers, Back a Yard)

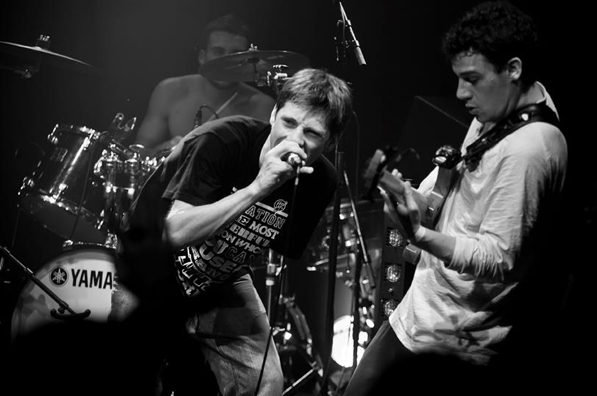
Naâman en concert en 2013.

Naâman apparaît la première fois le 3 août 2012 avec Fatbabs sur la scène du Reggae Sun Ska Festival. De plus, il est l'invité de l'émission de radio de référence sur le reggae en France : "Party Time".
Grâce au rapide succès de la mixtape présentée dans une série de plusieurs premières parties et concerts à part entière, et grâce à une forte activité sur les réseaux sociaux, il passe l'hiver 2012 en Jamaïque et notamment dans la capitale Kingston. Il enregistre lors de ce voyage avec son beatmaker Fatbabs, quelques nouveautés dans le Studio Harry J, connu pour avoir enregistré des titres des Marley and the Wailers, puis reprend plusieurs de ses morceaux originels pour leur rajouter une touche de reggae des origines, et parfois de ska. Ils sont accompagnés lors de cet enregistrement par quelques célèbres spécialistes du genre tels que Sam Clayton (Toots and the Maytals), le guitariste Dalton Browne et le batteur Sly Dunbar. Ces musiciens le décrivent comme " un artiste ayant un style vraiment unique, frais et différent avec des textes intéressants ". Sly Dunbar déclare que Naâman "a l'accent de Clarendon, une paroisse au centre sud de la Jamaïque ".
Revenu en France, Naâman sort son album Deep Rockers, Back a Yard le 4 juin 2013, et entame alors une tournée en France et à l'étranger, avec notamment des dates en Angleterre, en Russie et en Chine. Le 27 juillet 2013, au dernier jour du Garance Reggae Festival, il ouvre le concert de John Holt, chanteur de reggae des années 1970.
Il est nommé « révélation de l'année 2013 » avec plus de 11 000 votes aux Victoires du Reggae. L'année suivante, son album Deep Rockers Back a Yard est nommé « Album reggae French Touch 2014 » par les internautes du site "reggae.fr" avec près de 15 000 votes aux Victoires du Reggae 2014.
Accompagné de son groupe, le Deep Rockers Crew, il poursuit sa tournée en 2014 avec des programmations dans des festivals français et internationaux. Il joue ainsi en avril 2014 au Printemps de Bourges sur la scène "Le W", puis en août 2014 au "Reggae Sun Ska" à Bordeaux sur la scène "Natty Dread".

#### 2015-2017: deuxième album (Rays of Resistance), certifié disque d’or.
En janvier 2015, il publie avec les jamaïcains Massy et Triple et son beatmaker Fatbabs, un EP intitulé Know Yourself, mélangeant des sonorités reggae et Hip-hop. Il intègre le track "Chill Out", qu'il reprendra par la suite régulièrement en concert.
Début 2015, Naâman se ressource voyage pendant plusieurs mois au Népal, en Inde, au Liban et en Jamaïque. Il trouvera lors de ces voyages l'inspiration pour son album suivant, Rays of Resistance qu'il enregistrera en France avec Fatbabs et les musiciens du Deep Rockers Crew.
Il démarre en juin 2015 une nouvelle tournée en France et à l'étranger et joue notamment le 11 juillet 2015 aux Francofolies de La Rochelle sur la Grande Scène Saint Jean D'acre.
Son deuxième album, intitulé Rays of Resistance et sorti le 30 octobre 2015, s'est classé 5e album sur iTunes France le jour de sa sortie. Composé de 15 titres avec son beatmaker Fatbabs, il inclut entre autres des collaborations avec les artistes Soom T et Nemir. L'album est récompensé de la Victoire de l'album Reggae French Touch de l'année, lors des Victoires du Reggae 2016. Cet album est certifié disque d’or le 1er novembre 2019.
En 2016, malgré le peu d'impact dans les médias nationaux, du fait de refuser de travailler avec les majors principaux, Naâman et son groupe sera le 2e artiste le plus programmé dans les festivals français en 2016.
Pour la première fois de sa carrière, Naâman se produit à guichet fermé le 29 septembre 2016 à l'Olympia.
Fin 2016, Naâman effectue une tournée dans le Pacifique, Nouvelle Calédonie, Tahiti , puis en Nouvelle-Zélande et Australie, pour finir au Goa Sunsplash en Inde.

#### 2017-2019: troisième album (Beyond)
Son troisième album (Beyond), sorti le 6 octobre 2017, est très bien reçu et se classe 6e sur Itunes France le jour de sa sortie (position 4e pendant quelques heures). Composé de 12 titres avec son beatmaker Fatbabs, il inclut la collaboration le jamaïcain Toots and the Maytals. Pour ce nouveau projet musical, Naâman a misé sur l’éclectisme. Ses inspirations reggae et hip hop sont présentes, mais aussi des sonorités caribéennes, un peu de soul et des rythmes venus d’Amérique Latine.
Pour la troisième fois de suite, Naâman sera à nouveau récompensé par la victoire de « l'album Reggae French Touch de l'année » lors des Victoires du Reggae 2018.
Et pour ce troisième opus, Naâman crée son propre label Big Scoop Records avec son beatmaker Fatbabs et son manager Peter Lb, chez lui en Normandie.
Il s'ensuit une tournée d'automne 2017 à septembre 2018 partout en France, dont l'Élysée Montmartre, plusieurs Zénith et des têtes d'affiche de festivals en France,, mais aussi en Europe,, et au Canada,. Fin septembre 2018, il clôt sa tournée française en tête d'affiche à la Fête de l'Humanité (sur la grande scène devant 50 000 personnes) et sur deux jours affichant complet au Trianon (Paris). À l'automne et hiver, il part en tournée dans le Pacifique : Australie, Nouvelle-Zélande, Nouvelle-Calédonie et Tahiti.

#### 2019-2022: quatrième et cinquième albums (A Live StoryetTemple Road)
Le 3 mai 2019, il publie un album live, A Live Story, issu des scènes françaises et européennes de sa tournée 2018 intitulée Beyond The Tour. L'album est très bien reçu par la critique et le public,,,.
L'année 2019 est uniquement consacrée à des tournées effectuées hors de France, Naâman se produisant au Mozambique et en Afrique du sud, en Europe (Angleterre, Pays bas, Allemagne, Italie, Espagne…) et en Amérique Nord et Sud à partir de septembre.
L'album Temple Road, prévu en 2020 mais retardé en raison de la pandémie de Covid-19, sort le 18 mars 2022. Cet album est selon lui de loin sa plus belle aventure musicale de ces 10 dernières années. Commencé en 2019 et composé entre l'Inde et la France, cet album a été fait comme s'il était le dernier. En effet, cette même année, le diagnostic d'une tumeur cérébrale affecte profondément sa vie personnelle ainsi que son processus de création. Dès la publication de cet album, il devient populaire, se hissant à la 3e place du classement des albums sur Amazon France ; les critiques sont positives.
De nombreuses scènes sont programmées sur l'année 2022, dont Le Zénith Paris - La Villette en octobre, mais il se voit contraint d'annoncer l'annulation de sa tournée d'été le 4 avril 2022 en raison d'une tumeur du cerveau.

#### 2023-2024: retour sur scène
En 2023, il recommence à se produire sur scène lors d'une dizaine de concerts, et à partir du 2 mars 2024 au festival de Goa, en Inde, et publie un nouveau vinyle baptisé Temple Road extended.

### Décès
Il décède le 7 février 2025 à l'âge de 34 ans, des suites d'une tumeur au cerveau. Il a été incinéré le 14 février 2025 dans la plus stricte intimité. 

## Notoriété et participations

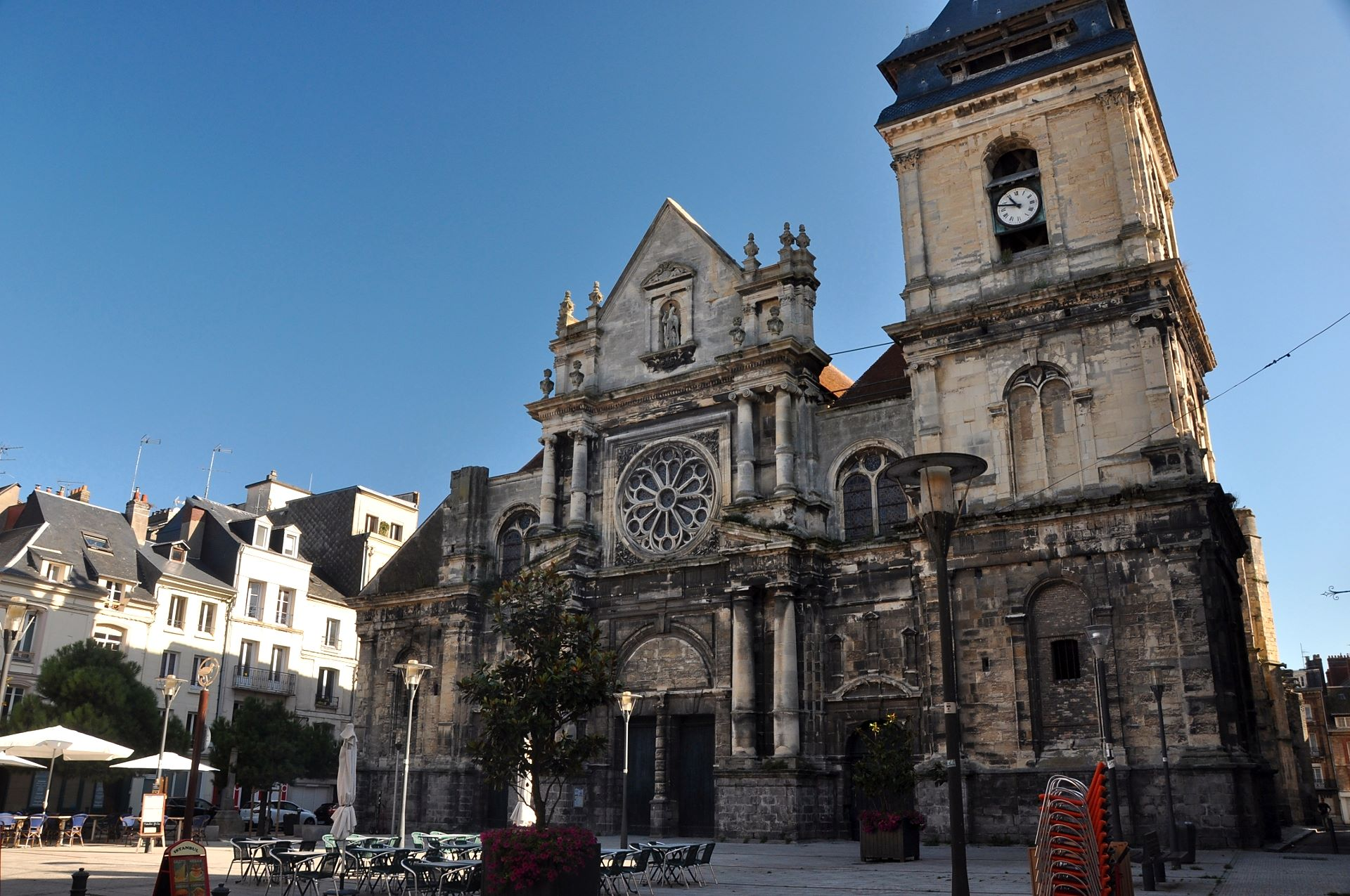
Le parvis de l'église Saint-Rémy de Dieppe a été nommé place Naâman en février 2025, à titre posthume.

Bien qu'il ne participe à des festivals que depuis 2012, avec de nombreuses dates hors de France, Naâman fait partie des dix artistes les plus sollicités dans les festivals français de 2006 à 2022 (2e en 2016).
Sur YouTube et Dailymotion, Naâman cumule plus de cent millions de vues sur l'ensemble des clips, interviews et reportages auxquels il a participé.
Décembre 2017, Reggae Vibes Magazine lui consacre une couverture en compagnie du jeune chanteur jamaïcain Chronixx et les qualifie de « surdoués du reggae ».
Naâman est invité deux fois à l'émission Acoustic sur TV5 Monde et apparaît dans le reportage Alcaline sur France 2.
Naâman est à l'origine d'un collectif nommé We All réunissant toute une nouvelle génération : Jahneration, Phases cachées (un triptyque comprenant D’Clik, Volodia et Cheeko), Scars, le rappeur DEF, Yellam, Mardjenal. Ils collaborent régulièrement ensemble sur des manifestations, des feats ou des concerts.
En novembre 2018, les rappeurs toulousains Bigflo et Oli, qui avaient participé au clip Love is Allowed, déclarent apprécier l'artiste comme la personne et proposent à Naâman de chanter sur le morceau La Seule dans l'album de La Vie de rêve.
Le 15 février 2019, Ce soir c'est Palmashow, diffusée sur TF1, une parodie qui caricature deux clips de Naâman (Outta Road et Turn Me Loose) pour les transformer en Zadistes et Voltaire - Babylone.
Le deuxième album du chanteur Naâman, Rays of Resistance, est certifié disque D'or le 1er novembre 2019.
Le 11 mai 2021, pour la commémoration des 40 ans de la mort de Bob Marley, sur Europe 1, la journaliste Angèle Chatelier cite Naâman comme une des « nouvelles têtes [qui] arrivent sur le devant de la scène » reggae française.
Lors de sa publication, le 25 septembre 2021, le clip Crazy se classe huitième des tendances sur YouTube en dépassant les cent mille vues.
Après sa mort, la ville de Dieppe dont il est originaire, nomme la place autour l'église Saint-Rémy, la place Naâman. C'est là que le chanteur a donné son dernier concert à l'été 2024.

## Engagements
Fin 2014, Naâman soutient la filière légale de production de cannabis, en acceptant une prestation à l'exposition professionnelle Expogrow.
À la suite du séismes de 2015 au Népal, Naâman et la fondatrice de l'association One Love Népal organisent le 17 mai 2015 au New Morning un concert de soutien aux victimes.
En avril 2017, il répond présent à la demande de Solidarité sida pour la manifestation du Printemps Solidaire aux Champs-Élysées devant 500 000 personnes.
Depuis octobre 2017, il devient le parrain de l’association GPS des DYS (Groupe de parole et de soutien pour les enfants Dys) qui vient en aide aux enfants dyslexiques.

## Origine du nom d'artiste
Naâman a choisi son nom d'artiste en référence au personnage biblique Naaman. Ras Naâman est son premier nom de scène. Ras est un titre seigneurial dans l'aristocratie éthiopienne.

## Inspirations musicales
Usant autant de roots rockers que de raggamuffin, il crée des œuvres pouvant allier diverses résonances stylistiques du reggae, tantôt ska reggae, tantôt hip-hop. Dans sa playlist, on retrouve ainsi du Damian Marley, mais aussi le reggae californien de Groundation, celui des Néo-Zélandais de Fat Freddy's Drop et celui antillais de Midnite.
Son style peut paraître proche de celui de l'Allemand Gentleman ou celui de l'Italien Alborosie, ces deux chanteurs puisant dans les mêmes références que lui, au point que Naâman fit à plusieurs reprises la première partie de Gentleman et partagea l'affiche avec Alborosie.

## Discographie

### Single
- 2020 : Time is to rebel [78]
- 2020 : Lucky day [79]
- 2021 : Fire (Acoustic) [80]
- 2021 : Sunrise of India [81]
- 2021 : Better must come ( Feat Charly B ) album " Multiplicity "
- 2021 : Crazy (Feat. Dub Inc)[82]